# Greckokatolickie Seminarium Duchowne w Drohobyczu
Drohobyckie Seminarium Duchowne błogosławionych męczenników Seweryna, Witalija i Jakima – greckokatolickie seminarium duchowne, utworzone w 1996 roku w Drohobyczu, w celu kształcenia kapłanów eparchii samborsko-drohobyckiej.

## Historia
W latach 1988–1989 odbyły się uroczystości rocznicowe 1000-lecia chrztu Rusi Kijowskiej. Okazało się, że duchowni wykształceni w konspiracji nie posiadali pełnej wiedzy i wtedy zrodził się pomysł zorganizowania „przyśpieszonego systemu kształcenia”. Tak więc jesienią 1989 roku powstało „pierwsze prowizoryczne seminarium” w prywatnym domu w Samborze, który jednocześnie pełnił funkcję kaplicy i sali wykładowej. Inicjatorami kursu byli: o. Mykoła Kuc, o. Mychajło Wołoszyn, a później dołączył ks. Myron Bendyk. Studentów początkowo było 8-10, a po pewnym czasie już 20. Problemem był brak pomieszczeń, ponieważ przybywali studenci z całego obwodu lwowskiego, a także przybywali studenci z seminariów prawosławnych.
Gdy 1 grudnia 1989 roku w Drohobyczu zwrócono cerkiew Trójcy Przenajświętszej wraz z częścią pomieszczeń, seminarium przeniesiono do Drohobycza. W lutym 1990 roku było 150 studentów, którzy kształcili się wieczorami, gdyż w tym okresie przejściowym pracowali w administracji państwowej lub uczyli się w różnych placówkach edukacyjnych, a wieczorami dojeżdżali do Drohobycza. Zaraz potem powstał problem uzgodnienia tej spontanicznej inicjatywy z biskupem Julianem Woronowskim, aby nadać jej duchowną abrobatę..
Ojcowie zwrócili się do niego z prośbą o objęcie opieką duszpasterską tej pierwszej próby założenia seminarium duchownego. Do prowadzenia zajęć rekrutowano także innych księży z Drohobycza. W szczególności historii Kościoła nauczał ks. Wasyl Howera (proboszcz wsi Weryn w obwodzie mikołajowskim). Ze studentami współpracował również proboszcz kościołów w Silke i Kopce, o. Wasyl Cihulak. Były warunki ekstremalne: brakowało miejsca, nauczycieli, nie stworzono żadnego programu, bo na razie nie można go stworzyć. Istotą fenomenu tego seminarium jest to, że była to pierwsza tego typu formacja w Ukraińskiej Cerkwi Greckokatolickiej, bo od końca stycznia do początku lutego 1990 r..
We Lwowie przy cerkwi Przemienienia Pańskiego rozpoczęło działalność seminarium duchowne, w którym odbywały się wykłady i gdzie studenci uczęszczali na zajęcia. W związku z tym ojcowie drohobyccy zreorganizowali swoje seminarium, a mianowicie: wybrali do niego tzw. „grupę przyspieszoną” studentów, którzy, jak się okazało, mieli wystarczający poziom wiedzy, czyli wyższe wykształcenie państwowe, i byli utalentowani. W końcu byli uczniowie o różnych możliwościach uczenia się i różnych zdolnościach. W związku z tym około 120 studentów, którym potrzebna była dłuższa nauka, wysłano do Lwowa, a pozostała grupa, która przy odrobinie wysiłku mogłaby wkrótce, bo już w 1990 r., być gotowa do święceń kapłańskich. Rozpoczęła się „lawina nawróceń” w całych parafiach.
W 1994 roku na bazie kursów katechetycznych utworzono diecezjalny instytut katechetyczny Świętej Trójcy w Drohobyczu, którego pierwszym rektorem został ks. mitr. prot. dr Miron Bendik. W 1996 roku Przy instytucie katechetycznym utworzono Drohobyckie Seminarium Duchowne. 1 września odbyło się oficjalne otwarcie, a w pierwszym składzie wzięło udział 12 osób. Rektorem został także ks. mitr. prot. dr Miron Bendik. W pierwszych latach seminarium duchowne pracowało jako wydział teologiczny przy Drohobyckim Eparchialnym Instytucie.
W 1998 roku Państwowy Instytut Naukowo-Badawczy z Kijowa przekazał przybudówki przy cerkwi Trójcy Przenajświętszej, które zajmował do tej pory. Po remoncie budynek przekazano seminarium duchownemu. Od tego czasu dawny lokal (dawny magazyn apteczny) nazywano budynkiem św. Andrzeja, a nowy (obok cerkwi) – budynkiem św. Jozafata.
W czerwcu 2001 roku bp Julian Woronowski poświęcił kamień węgielny pod budowę nowego gmachu seminarium duchownego. W 2003 roku dekretem bpa Juliana Woronowskiego seminarium stało się niezależną instytucją nazwaną imieniem Drohobyckich męczenników: Seweryna, Witalija i Jakima.
W 2006 roku zakończono budowę nowego gmachu seminarium duchownego. W tej chwili mieszkają w nim bracia, w budynku św. Andrzeja odbywa się szkolenie, a w budynku św. Jozafata mieści się biuro eparchii. W latach 2001–2024 wyświęcono 194 absolwentów tego seminarium.